# Abílids
Abylidae és una família d'invertebrats marins de l'ordre dels sifonòfors. Són colonials, però les colònies poden semblar superficialment a les meduses; tot i que semblen ser un únic organisme, cada exemplar és en realitat una colònia de Siphonophora.
Conté els següents tàxons:
- Subfamília Abylinae L. Agassiz, 1862
  - Gènere Abyla Quoy & Gaimard, 1827
    - Abyla bicarinata Moser, 1925
    - Abyla haeckeli Lens & van Reimsdijk, 1908
    - Abyla trigona Quoy & Gaimard, 1827

  - Gènere Ceratocymba Chun, 1888
    - Ceratocymba dentata (Bigelow, 1918)
    - Ceratocymba leuckarti (Huxley, 1859)
    - Ceratocymba sagittata Quoy & Gaimard, 1827
- Subfamília Abylopsinae Totton, 1954
  - Gènere Abylopsis Chun, 1888
    - Abylopsis eschscholtzi Huxley, 1859
    - Abylopsis tetragona Otto, 1823

  - Gènere Bassia L. Agassiz, 1862
    - Bassia bassensis Quoy & Gaimard, 1827

  - Gènere Enneagonum Quoy & Gaimard, 1827
    - Enneagonum hyalinum Quoy & Gaimard, 1827